# Distrito de Schwäbisch Hall
El distrito de Schwäbisch Hall es un distrito rural (Landkreis) situado en el noreste del estado federal de Baden-Wurtemberg, en Alemania. Pertenece a la región de Heilbronn-Franken en la región administrativa de Stuttgart. Los distritos vecinos son (empezando por el norte y en el sentido de las agujas del reloj), Meno-Tauber, el distrito bávaro de Ansbach, Ostalb, Rems-Murr, la ciudad independiente Heilbronn y el distrito de Hohenlohe. La capital del distrito recae sobre la ciudad de Schwäbisch Hall.

## Geografía
Los ríos principales son el Neckar, el Jagst y el Kocher

## Demografía
Los números han sido tomados del censo de población (¹) o datos de la oficina de estadística de Baden-Wurtemberg.
| Año                     | N.º habitantes |
| ----------------------- | -------------- |
| 31 de diciembre de 1973 | 152 473        |
| 31 de diciembre de 1975 | 151 046        |
| 31 de diciembre de 1980 | 150 601        |
| 31 de diciembre de 1985 | 151 104        |
| 27 de mayo de 1987 ¹    | 154 041        |

| Año                     | N.º Habitantes |
| ----------------------- | -------------- |
| 31 de diciembre de 1990 | 164 132        |
| 31 de diciembre de 1995 | 180 648        |
| 31 de diciembre de 2000 | 185 728        |
| 31 de diciembre de 2005 | 189 580        |
| 30 de junio de 2006     | 189 842        |

## Ciudades y municipios

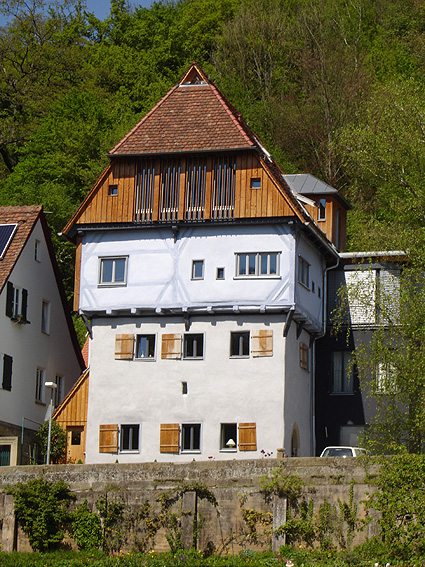
Schwäbisch Hall, torre de una casa medieval en la Unterlimpurger Strasse.

(Habitantes en el 30 de junio de 2005)
| 1. Crailsheim (32 439) 2. Gaildorf (12 592) 3. Gerabronn (4579) 4. Ilshofen (6120) 5. Kirchberg an der Jagst (4452) 6. Langenburg (1894) 7. Schrozberg (6124) 8. Schwäbisch Hall (36 660) 9. Vellberg (4317) | 1. Blaufelden (5338) 2. Braunsbach (2421) 3. Bühlertann (3138) 4. Bühlerzell (2049) 5. Fichtenau (4559) 6. Fichtenberg (2914) 7. Frankenhardt (4721) 8. Kreßberg (3979) 9. Mainhardt (5630) 10. Michelbach an der Bilz (3438) 11. Michelfeld (3609) 12. Oberrot (3749) 13. Obersontheim (4769) 14. Rosengarten (5227) 15. Rot am See (5157) 16. Satteldorf (5254) 17. Stimpfach (3117) 18. Sulzbach-Laufen (2564) 19. Untermünkheim (3029) 20. Wallhausen (3752) 21. Wolpertshausen (1999) |

### Distritos administrativos
1. Braunsbach-Untermünkheim
2. Crailsheim
3. Fichtenau
4. Gerabronn
5. Ilshofen-Vellberg
6. Limpurger Land
7. Oberes Bühlertal
8. Brettach/ Jagst
9. Schwäbisch Hall

## Escudo de armas

Escudo de armas de Schwäbisch Hall

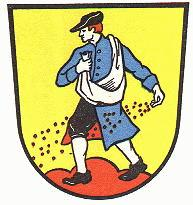
Antiguo escudo del distrito de Schwäbisch Hall

El escudo de armas de Schwäbisch Hall muestra una moneda en su parte superior. La ciudad de Schwäbisch Hall fue una de las ciudades de acuñación más importantes y su moneda el Heller era conocida por toda Alemania. Debajo de la moneda se ven dos ganchos, tomados de los escudos de las ciudades de Crailsheim y Gaildorf y del escudo de los antiguos condes de Limpurg. Debajo de los ganchos un cuadrado blanco y negro, tomado del escudo de la dinastía de los Hohenzollern, los cuales dominaron la región históricamente.